# اوبرشتادتفلد
اوبرشتادتفلد (به آلمانی: Oberstadtfeld) یک شهر در آلمان است که در فولکانایفل واقع شده‌است. اوبرشتادتفلد ۶۰۹ نفر جمعیت دارد.